# Mr Bricolage

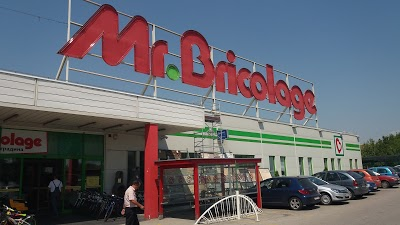
Mr. bricolage tienda minorista

Mr. Bricolage es una cadena de tiendas  minoristas de mejoras para el hogar y de productos de bricolaje de origen francés. La empresa se fundó en 1964, tiene aproximadamente 11.000 empleados y su sede se encuentra en La Chapelle-Saint-Mesmin. La cadena opera más de 500 tiendas en estos países: España, Francia, Serbia, Bulgaria, Rumanía, Andorra, Bélgica, Argentina, Marruecos, Madagascar, Mauritania, Turquía y Macedonia.